# 上がり (競馬)
競馬における上がり（あがり）とは、競走（レース）および調教用のコースを利用した調教における終盤の走破タイムのことをいう。

## レースにおける上がり
競馬のレースにおいてはゴールまで3ハロン (3⁄8マイル (600 m))ないし4ハロン (4⁄8マイル (800 m))の地点からペースアップすることが多いため、終盤3ハロンの走破タイムを上がり3ハロン、終盤4ハロンの走破タイムを上がり4ハロンと呼ぶ。
上がりのタイムはそのレースに出走した競走馬ごとに集計するものと、そのレース全体（それぞれの地点において先頭の馬を基準とする）として集計するものとがある。前者はその競走馬がレース終盤において示したパフォーマンスを、後者はレースそのものの内容を測る指標とされる。後者については、競馬場において着順掲示板に表示されることが多い。いわゆる「ラストスパート」、競馬においては「末脚」と呼ばれる能力を見る数値であり、ここでの1秒差は着差の6馬身に相当するとされる。
日本ではレースにおける、上がり3ハロンのタイムが重要視される（海外では計測しない国が多い）。特に芝の中距離から長距離における差し馬、追い込み馬には上がり3ハロンのタイムは重要視される要素で、これを見て馬の善し悪しを決める人も多い。かつては芝が現在ほど軽くなかったため一流の差し、追い込み馬でも上がり3ハロンはおよそ37秒台から35秒台であったが、1990代半ばを過ぎると芝の高速化が進み、およそ36秒台から34秒台を計測するようになっている。そして高速化が顕著になった近年では35秒台から33秒台、速い時には32秒台を記録するなど芝の高速化が顕著に数字に出てきている。また、直線が長い競馬場のほうが上がりが優秀なタイムが出やすい。ヨーロッパには直線の長いコースが多いが、日本はほとんどが直線の短いコースである。
なお、過去の馬と現在の馬との優劣を単純に上がり3ハロンのタイムによって決めることはできない。例えば、三冠馬のミスターシービーが1984年に上がり3ハロン33.7秒（推定）を計時したことがあり、これは現在でも優秀な数字ではあるが、優駿の中で特に傑出したタイムというわけではない。しかしかつての馬場の状況を考慮すれば、この記録は破格の好時計であった可能性がある。

## 調教における上がり
コースを利用した調教においては、序盤から速く走らせる場合と序盤は緩やかなペースで走らせ終盤にペースを上げていく場合とがあり、必ずしも上がりのタイムの数値が調教に対する評価の良し悪しに直結するわけではない。ただし一般的には、調教全体として同程度のタイムで走破した場合、上がりのタイムが早いほうがより高く評価される。